# سوواوکی
سوواوکی (به لهستانی: Suwałki) یک سکونتگاه مسکونی در لهستان است که در استان پودلاسکی واقع شده‌است.

## خصوصیات
سوواوکی ۶۵٫۲۴ کیلومترمربع مساحت و ۶۹٬۵۲۷ نفر جمعیت دارد و ۱۷۰ متر بالاتر از سطح دریا واقع شده‌است.

## خواهرخوانده
شهرهای رزکنه، چرنیاخوفسک، وورو، وارن و نمنچینه خواهرخوانده‌های سوواوکی هستند.

## نگارخانه

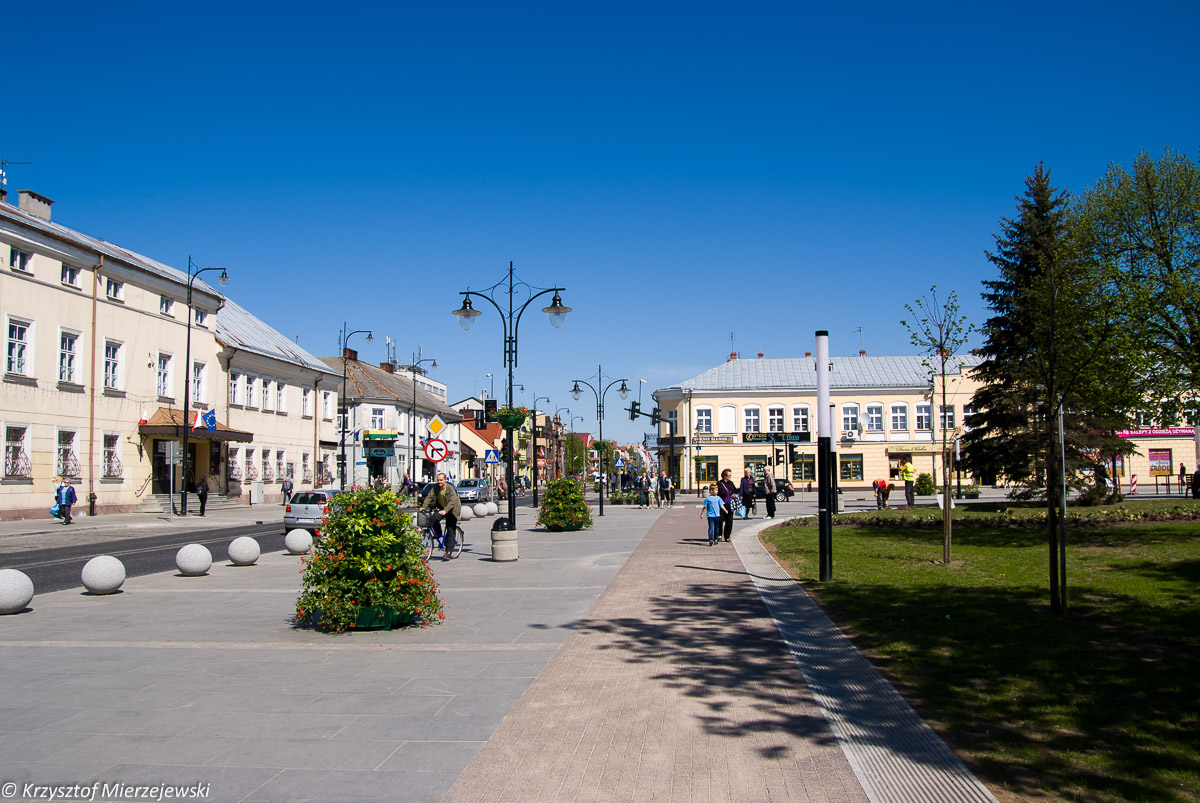
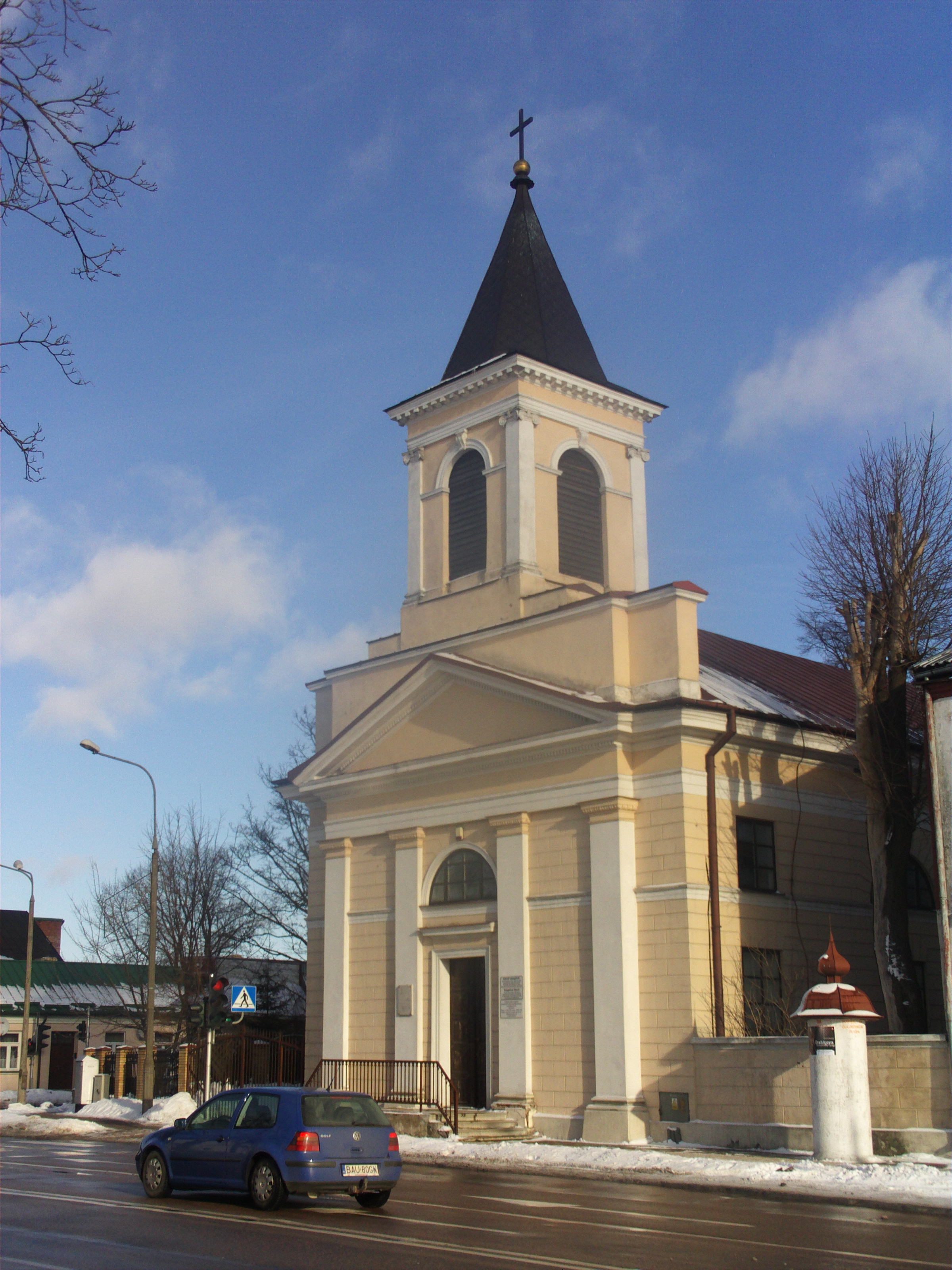
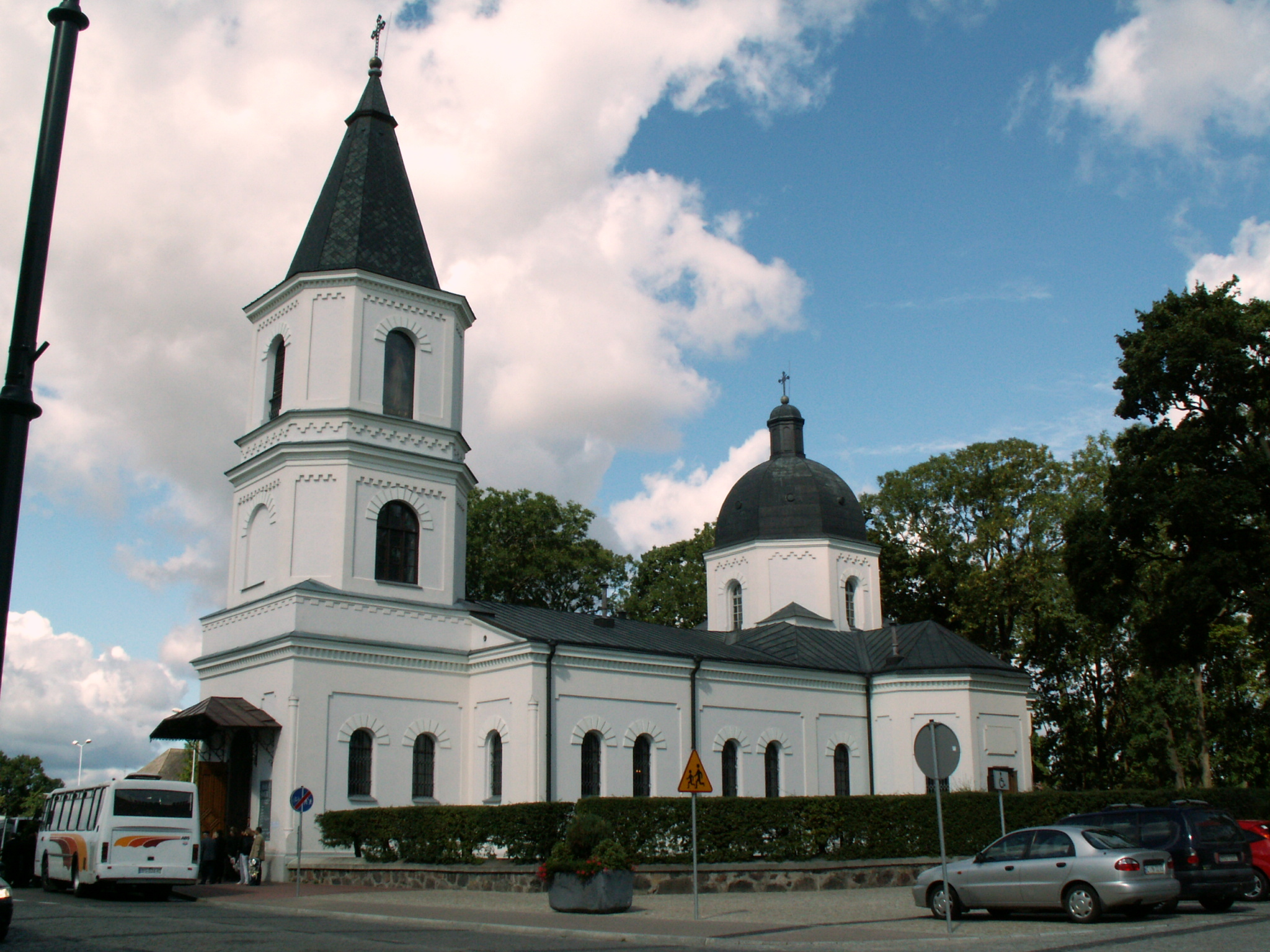
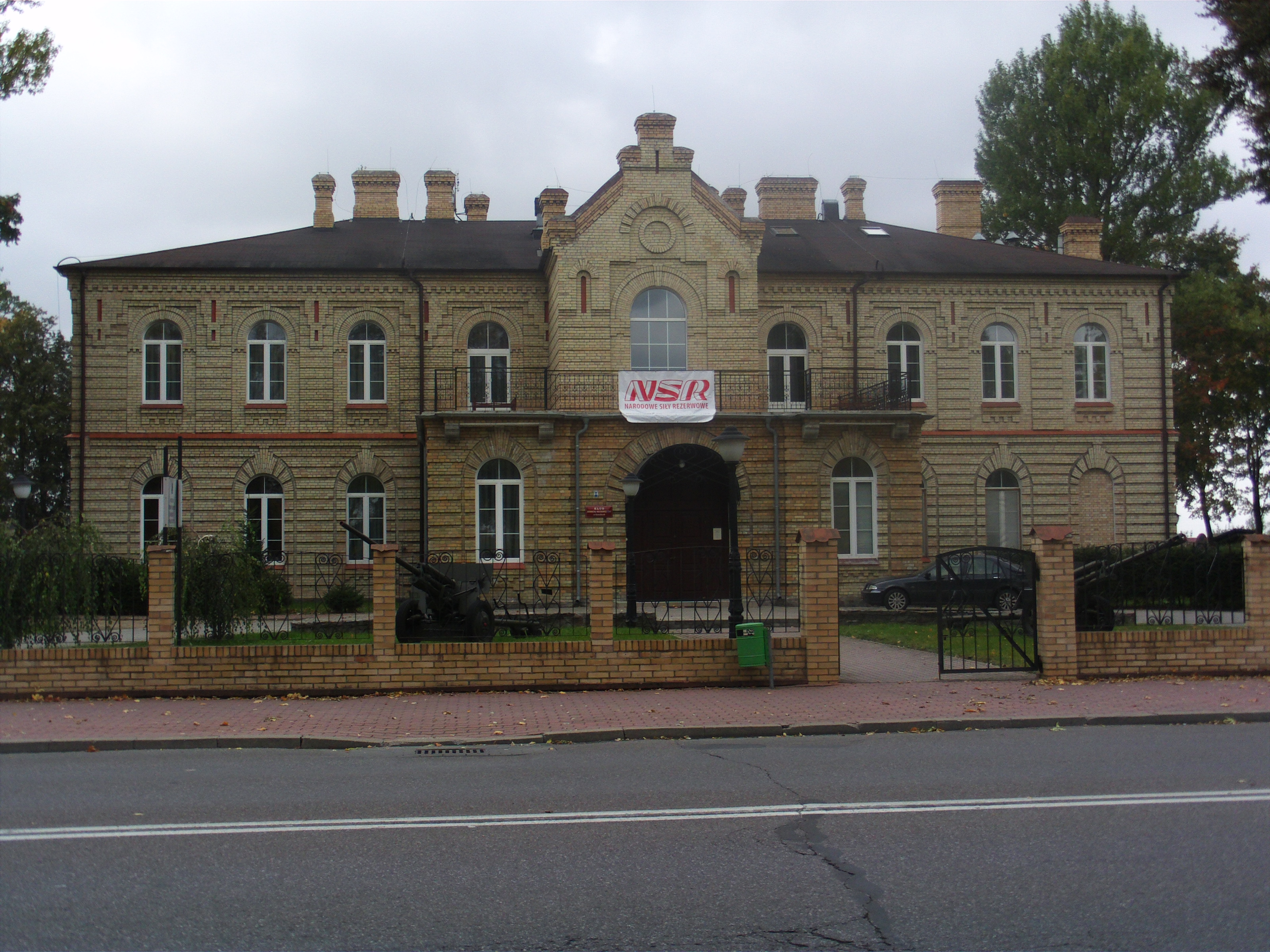
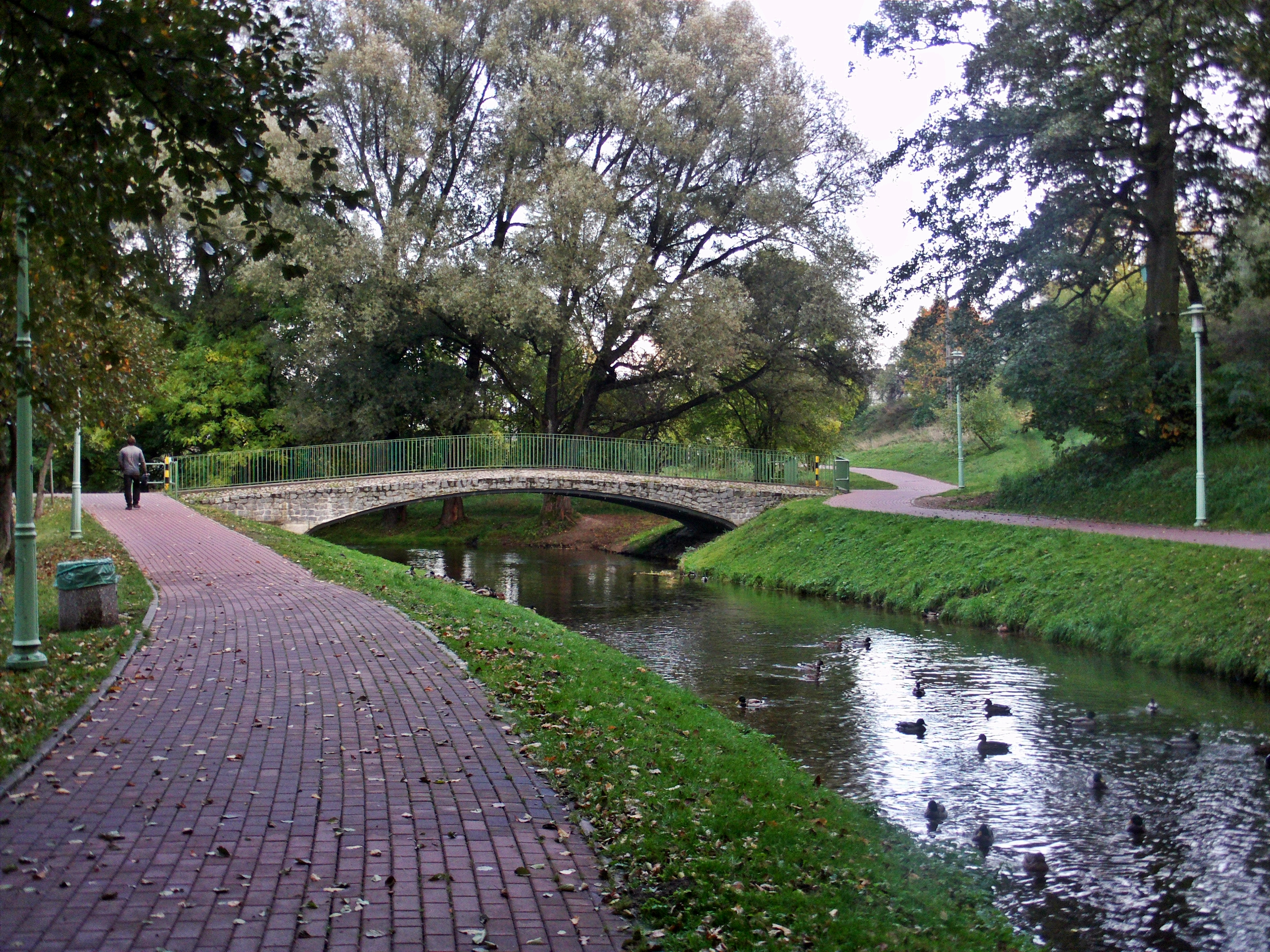
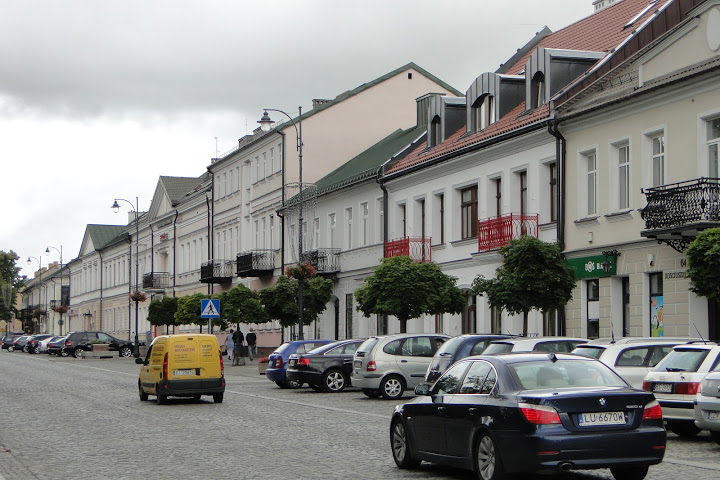